# (3033) Holbaek
(3033) Holbaek – planetoida z pasa głównego asteroid okrążająca Słońce w ciągu 3,35 lat w średniej odległości 2,24 j.a. Odkryli ją Karl Augustesen, Poul Jensen i Hans Jørn Fogh Olsen 5 marca 1984 roku w Obserwatorium Brorfelde. Nazwa planetoidy pochodzi od znajdującego się niedaleko od Obserwatorium Brorfelde miasta Holbæk i została nadana w 1986 roku z okazji 700. rocznicy jego założenia. Przed nadaniem nazwy planetoida nosiła oznaczenie tymczasowe (3033) 1984 EJ.